# 1170 Siva
1170 Siva este o planetă minoră (asteroid), cu un diametru de 10,37 km, din Mars-crossing asteroid[*]. A fost descoperită pe 29 septembrie 1930 la Observatorul Regal al Belgiei⁠(d) de Eugène Joseph Delporte și a fost numită după Shiva. 
Obiectul prezintă o orbită caracterizată de o semiaxă mare de 2,3257666 UAi, o excentricitate de 0,3, o înclinație de 22,16552 ° în raport cu ecliptica.